# Norbert Richter-Scrobinhusen
Norbert Richter-Scrobinhusen (* 25. November 1929 in Grafenwöhr; † 17. Juni 1975 in Aresing) war ein deutscher Grafiker, Radierer und Maler.

## Leben
Norbert Friedrich Bernhard Richter, der später den Künstlernamen „Richter-Scrobinhusen“ wählte, weil er als Kunsterzieher am Gymnasium Schrobenhausen wirkte und in dieser Zeit ab dem Jahre 1960 bis zu seinem frühen Tod 1975 seine bedeutendsten künstlerischen Erfolge erzielen konnte, wurde in der Oberpfalz als Sohn des Volksschullehrers Josef Richter und dessen Frau Luise, geb. Bäumler, geboren. Schon als Kind entdeckte er seine Leidenschaft für das Zeichnen und Malen. Nach dem Abitur 1949 war deshalb der weitere Lebensweg vorgezeichnet: 1950 Beginn des Studiums an der Kunstakademie München, u. a. bei den Professoren Anton Marxmüller und Josef Oberberger. Vier Jahre später – 1954 – legte Richter sein künstlerisches Examen ab und widmete sich dann intensiv der Radierkunst. Beruflich absolvierte der junge Künstler einige Schulstationen, u. a. am Wittelsbacher-Gymnasium in München sowie am Humanistischen Gymnasium des Klosters Ettal. Am 1. September 1959 schließlich kam Richter an das Gymnasium Schrobenhausen, mithin in eine Stadt, die durch Künstler wie Franz Lenbach oder Joseph Sattler, aber auch den Tiermaler Johann Baptist Hofner, bekannt geworden war. Ab diesem Zeitpunkt nahm Richter nicht nur seinen Künstlernamen an, sondern viele Galerien und Museen zeigten „Richter-Scropinhusen“-Werke, die in ihrer Vielfalt wie Eindeutigkeit, aber auch Schonungslosigkeit – für Eingeweihte – die seit den Kindertagen das Leben Richters bestimmende Krankheit versinnbildlichte: So etwa die tot vom Himmel stürzende Krähe, die später Symbol für das Schaffen des Künstlers wurde.

## Werkverzeichnis
- Irmgard und Nik Richter, Werkverzeichnis 1954–1975, abgedruckt in: Amereller / Hiepe, Norbert Richter-Scrobinhusen, Verlagsanstalt Bayerland, Dachau, 1989, Seiten 135–167